# Język iaai
Język iaai, także: iai , yai (Hwen Iaai) – język austronezyjski używany w centralnej części wyspy Ouvéa w Nowej Kaledonii. Według danych z 2009 roku posługuje się nim 4 tys. osób. Jest to jeden z dwóch lokalnych języków wyspy, drugim z nich jest uvea zachodni (fagauvea), przedstawiciel języków polinezyjskich.
Jest blisko spokrewniony z językami nengone i drehu. Wiele jego użytkowników (ok. 50%) zamieszkuje poza wyspą Ouvéa.
Na tle języków regionu wyróżnia się stosunkowo złożoną morfologią. Występuje w nim piątkowy (kwinarny) system liczbowy (w zaniku, wypierany przez liczebniki francuskie i pożyczki angielskie).
Część jego użytkowników zna również język uvea zachodni. Iaai użyczył temu językowi wiele elementów leksyki i doprowadził do przekształcenia jego systemu fonemicznego.
Badaniem tego języka zajmował się Darrell T. Tryon, autor opracowania gramatycznego z 1968 r.  Pozostałe materiały obejmują opracowanie w języku francuskim (1976)  oraz słownik (1984). Piśmiennictwo (w większości religijne) istnieje od pocz. XX w.